# Acanthodactylus micropholis
Acanthodactylus micropholis este o specie de șopârle din genul Acanthodactylus, familia Lacertidae, ordinul Squamata, descrisă de Blanford 1874. Conform Catalogue of Life specia Acanthodactylus micropholis nu are subspecii cunoscute.